# Orgullo crítico

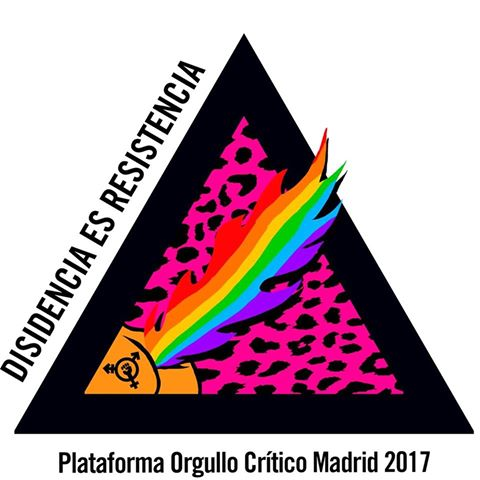
Sigla Critical Pride Madrid 2017

Orgullo crítico (în română, parada de pride critică) este numele mai multor demonstrații anuale de protest LGBT, organizate în Madrid și în alte orașe din Spania. Organizatorii demonstrațiilor le prezintă ca o alternativă la paradele și festivalurile Pride originale, pe care le consideră depolitizate și instituționalizate.
Mișcarea face apel la necomercializarea și repolitizarea paradelor de pride și critică capitalismul roz, gentrificarea, homonormatismul, pinkwashing și homonaționalismul.

## Istorie
Prima demonstrație de pride a avut loc in Spania în anul 1997. Spania s-a confruntat cu o istorie complicată cu probleme LGBT de-a lungul timpului. Prima demonstrație de pride a fost în comemorarea revoltelor de la Stonewall care au avut loc la New York în 1969, iar de atunci demonstrațiile au crescut ca urmare a noilor modificări legislative, cum ar fi legalizarea căsătoriei între persoane de același sex în 2005. Până în 2014, Madrid Gay Pride a înregistrat un număr de peste un milion de oameni, potrivit organizatorilor. Festivalurile de pride au început să aibă loc anual în peste 26 de orașe spaniole, adesea în colaborare cu organizații activiste, organizații nonprofit și chiar întreprinderi cu scop lucrativ. Acest lucru a dus la ceea ce mulți oameni au perceput ca o schimbare de la o contra-cultură activă la un spectacol pentru ideologie care merge mână în mână cu flota comercială a marilor companii. Begonia Enguix scrie: „Participarea platformelor sponsorizate de companii comerciale împreună cu numarul mare de turiști care vizitează Madrid alimentează discuțiile despre comercializarea evenimentului și despre relația dintre neoliberalism, identitate și protest”.
În timp ce activiștii queer știau că aceste festivaluri sunt importante pentru a face față discriminării și violenței LGBT în întreaga lume, mulți au descoperit că parada devenise prea albă, corporativă și heterosexuală pentru a arăta în mod corespunzător solidaritatea LGBT, așa că au decis să-și creeze propria paradă.
Din anul 2006 a fost organizată în Madrid ca o demonstrație alternativă la Madrid Pride, pe data de 28 iunie pentru a aminti spiritul de luptă din Stonewall cu o perspectivă anticapitalistă, transfeministă⁠(d), antirasistă și antiabilistă. În 2014, festivalul Critical Pride din Spania a defilat cu poziții anti-capitaliste sub motto-ul „Orgullo es Decisión” sau „Pride este decizie”, iar 500 de persoane au protestat. Un protestatar a spus: „Am ieșit în stradă să strigăm că Pride este luptă, este decizie, este protest, Pride este a noastră, nu este o afacere, nu este în mâinile politicienilor sau antreprenorilor și nu va fi niciodată. fi."

## Gay Shame
Colectivul activist Gay Shame s-a format în New York în 1998. Mișcarea s-a bazat pe sentimentul, împărtășit de mulți cercetători queer ai vremii, că potențialul transformator al demonstrațiilor de pride a fost epuizat și că termenul a devenit în schimb sinonim cu asimilarea și comercializarea identității gay și lesbiene. Contrastând cu exuberanța, culoarea și extravaganța asociate în mod obișnuit cu evenimentele Gay Pride, imaginea iritară a unui marș liniștit și ordonat pe străzile din spate, cum ar fi cea prezentată de teoreticianul queer José Esteban Muñoz în cartea sa din 1999 Disidentifications, a afirmat că, pentru mulți, sentimentele de rușine și dezgust de sine echivalate cu viața în dulap au persistat până în momentul prezent.
Mișcarea s-a născut într-un moment istoric foarte important în care imaginea orașului era refăcută de sus în jos. Campania „Calitatea vieții” a primarului Giuliani a mobilizat forțele de poliție împotriva infracțiunilor minore, cum ar fi urinarea publică, deținerea de marijuana și intoxicarea publică. Noile legi zonale au forțat relocarea afacerilor care servesc homosexuali, în special bărbați queer, la periferie, exacerbând izolarea și lipsa de oportunități și resurse pentru viața socială și sexuală queer din oraș. Planificarea urbană condusă de companii private a prioritizat locuințe de lux și alte interese comerciale în detrimentul spațiilor comunitare. Colectivul Gay Shame a fost deosebit de revoltat de acest proiect urban, de legile zonale antisex și de noul aspect al orașului. Cu toate acestea, unii oameni gay de afaceri din cartierele aflate și-au oferit sprijinul în bătălia împotriva gentrificări. De fapt, homosexualii au fost văzuți de mult timp ca jucând un rol direct ca „pionieri” în zonele marginale care, în cele din urmă, fac cartierele mai sigure pentru dezvoltarea capitalului.
În acest context, activista Fed Up Queers (FUQ), Jennifer Flynn, afirmă: „Gay Shame a apărut pentru a crea o alternativă radicală la conformitatea barurilor, cartierelor și instituțiilor gay – cel mai clar simbolizat de Gay Pride. Până în 1998, Gay Pride din New York devenise puțin mai mult decât o oportunitate uriașă pentru corporațiile multinaționale de a acapara atenția consumatorii gay... Scopul Gay Shame a fost de a crea un spațiu liber, pentru toate vârstele, în care oamenii queer să poată crea cultură și să împărtășească abilități și strategii de rezistență., mai degrabă decât să cumperi doar o grămadă de prostii." Accentul mișcării nu a fost așadar pe sentimentul de rușine în sine, ci pe rușinea unei manifestări de gay pride care facilitează consumerismul gay, gentrificarea gay și integrarea gay. Mișcarea îmbrățișează gay shame ca pe un contradiscurs față de gay pride și folosește rușinea pentru a se angaja critic cu ceea ce ei văd drept deficiențele mândriei gay, caracterizate de participarea la o piață de consum capitalistă.
În 2003, Universitatea din Michigan din Ann Arbor a organizat o conferință internațională Gay Shame între 27 și 29 martie, reunind aproape cincizeci de oameni de știință, critici, scriitori, activiști, artiști, studenți și jurnaliști pentru două zile de discuții, documentare, si dezbateri. A fost inspirată de sărbătorile Gay Shame care au apărut  în SUA, Canada și Europa pentru a critica politica gay contemporană și a contesta definiția și practica generală a „gay pride”. Scopul declarat al conferinței a fost de a „investiga diferitele aspecte ale sexualității, istoriei și culturii lesbiene și gay pe care „gay pride” a avut efectul de a le suprima” și s-a străduit „să se confrunte cu rușinea pe care lesbienele, bărbații gay și persoanele queer încă mai experimentează în societate; să exploreze impulsurile transformatoare care izvorăsc din astfel de experiențe de rușine; și să întreb ce utilizări afirmative se pot face din aceste experiențe de rușine acum, când nu toți homosexualii sunt condamnați să trăiască în rușine."

## Gay Pride astăzi
Astăzi, Barcelona și Madrid sunt locurile centrale pentru multe evenimente culturale. De fapt, Madrid găzduiește cele mai mari parade gay pride din Europa. Astăzi, Chueca, un cartier din Madrid, este epicentrul demonstrațiilor de pride. În timpul paradelor, Plaza de Chueca este plină de concerte, dans și multe altele evenimente culturale. Parada, care are loc de obicei vara, a fost amânată în 2020 din cauza pandemiei de COVID-19 . Potrivit organizației sale, scopul paradei Gay Pride „a fost să apere egalitatea legală ca o cerință indispensabilă în lupta împotriva homofobiei și să protejeze anumite drepturi inalienabile ale întregii populații, cum ar fi educația împotriva discriminării și asistența medicală de calitate pentru toți”.
Deși Spania a legalizat căsătoria între persoane de același sex în anul 2005, există încă niveluri de discriminare, mai ales în zone din afara orașelor mari. Potrivit unei surse din 2011, căsătoriile de același sex reprezintă doar 1,8% din totalul căsătoriilor din Spania de la legalizarea acesteia în 2005. Potrivit unui sondaj Eurobarometru, 66% dintre cei care au participat la sondaj au susținut căsătoria între persoane de același sex, în timp ce doar 43% au recunoscut dreptul de a adopta cuplurile de același sex. Mulți s-au opus legalizării căsătoriilor de același sex, în special cei cu opinii politice de dreapta. Cu toate acestea, prim-ministrul la acea vreme, José Luis Rodríguez Zapatero, a spus despre lege: „Astăzi, societatea spaniolă le restituie [gayilor] respectul pe care îl merită, le recunoaște drepturile, le restabilește demnitatea, le afirmă identitatea și le redă libertatea”. La alegerile organizate în 2019, partidul de extremă dreaptă din Spania, Vox, a ocupat 24 din 350 de locuri în Congres. A fost prima dată când un partid de extremă dreapta a participat în parlament de la moartea lui Francisco Franco în 1975, cu excepția lui Blas Piñar în 1979-1982. Actualul lider al partidului, Santiago Abascal, și-a afirmat susținerea pentru uniunile de același sex, spre deosebire de căsătorii, pe lângă faptul că este împotriva activismului LGBTQ. Deși încă se confruntă cu discriminare, comunitatea LGBTQ din Spania a primit mult sprijin și conștientizare de la abolirea dictaturii în anii 1970, ceea ce se afișează în dimensiunea paradelor lor de pride.